# Phnom Penh
Phnom Penh (pronuncia nòm-pèng) és la capital del Regne de Cambodja i la ciutat més gran del país. És seu del govern i la casa reial hi teu el seu palau, la Cort Reial de Justícia i les principals serveis administratives i ministeris. És un centre comercial important al sud-est asiàtic per la seva situació geogràfica estratègica al delta i la confluència dels rius Mekong i Tonlé Sap, que en fan un port fluvial amb sortida al mar de la Xina Meridional. Com a centre turístic, la ciutat conserva l'ambient cultural asiàtic i la seva controvertida història.
La ciutat antigament funcionava com un centre de processament, amb tèxtils, productes farmacèutics, fabricació de màquines i mòlta d'arròs. Els seus principals actius, però, eren culturals. Les institucions d'ensenyament superior inclouen la Universitat Reial de Phnom Penh (establerta el 1960 com a Universitat Reial Khmer), amb escoles d'enginyeria, belles arts, tecnologia i ciències agrícoles, aquesta última a Chamkar Daung, un suburbi. També es trobaven a Phnom Penh la Royal University of Agronomic Sciences i l'Agricultural School of Prek Leap.
Coneguda com la "Perla d'Àsia", va ser considerada una de les ciutats més belles construïdes per França a Indoxina als anys 20, Phnom Penh, juntament amb Siem Reap i Sihanoukville, són destinacions turístiques globals i nacionals importants per a Cambodja.
La ciutat destaca per la seva arquitectura històrica i atraccions. Es va convertir en la capital nacional el 1434 després de la caiguda d'Angkor, i va romandre així fins al 1497. Va recuperar la seva condició de capital durant l'època colonial francesa el 1865. Hi ha una sèrie d'edificis de l'època colonial escampats pels grans bulevards.
A la vora dels rius Tonlé Sap, Mekong i Bassac, Phnom Penh acull més de 2 milions de persones, aproximadament el 14% de la població de Cambodja. L'àrea metropolitana de Phnom Penh inclou la propera ciutat de Ta Khmau i alguns districtes de la província de Kândal.

## Etimologia
Phnom Penh (lit. 'turó de Penh') pren el seu nom de l'actual Wat Phnom (lit. 'temple del turó') o de l'antic Regne de Funan, un antic regne que va existir del segle I al VII dC al sud-est asiàtic i precursor de l'actual monarquia cambodjana. Diu la llegenda que l'any 1372, una vídua rica anomenada Penh va trobar un arbre Koki flotant pel riu Tonlé Sap després d'una tempesta. A l'interior de l'arbre hi havia quatre estàtues de Buda de bronze i una estàtua de pedra de Vixnu.
Penh va ordenar als vilatans que aixequessin l'alçada del turó al nord-est de la seva casa i va utilitzar el bosc de Koki per construir un temple al turó per allotjar les quatre estàtues de Buda, i un santuari per a la imatge de Vixnu una mica més avall. El temple es va conèixer com Wat Phnom Daun Penh, que ara es coneix com Wat Phnom, un petit turó de 27 m d'alçada.
L'antic nom oficial de Phnom Penh és Krong Chaktomuk Serei Mongkol (llengua khmer: ក្រុងចតុមុខសិរីមង្គល, 'Ciutat de les cares de Brama '), en la seva forma curta com Krong Chaktomuk (lit. "Ciutat de les quatre cares"). Krong Chaktomuk és una abreviatura del nom complet que va ser donat pel rei Ponhea Yat, Krong Chaktomuk Mongkol Sakal Kampuchea thipadei serei teakreak bavar borei roat arriba a Seima moha Nokor (llengua khmer: ក្រុងចតុមុខមង្គលសកលកម្ពុជាធិបតី សិរីធរបវរ ឥន្ទបត្តបុរី រដ្ឋរាជសីមាមហានគរ [kɾoŋ catomuk mɔŋkɔl sakɑl kampuciətʰəpaɗəj serəj tʰeareaɓɑːʋɑː ʔenteapat ɓorəj rɔətʰariəcsəjmaː mɔəjmaː mɔɔhaː]). Això es tradueix lliurement com "El lloc dels quatre rius que dona la felicitat i l'èxit de l'Imperi Khmer, el màxim líder i la ciutat inexpugnable del Déu Indra del gran regne".

## Història
La ciutat s'anomena així en honor del Wat Phnom Daun Penh (conegut actualment com a Wat Phnom o «temple del turó», construït el 1373 per a allotjar cinc estàtues de Buda damunt un turó artificial de 27 metres d'alçada.
Phnom Penh va ser constituïda capital el 1431 pel rei Phnea Yat, després que aquest deixés Angkor segurament per la forta pressió de les invasions tailandeses. Tanmateix, hi ha estudiosos que plantegen altres hipòtesis com epidèmies, manca d'aliments i la possibilitat de noves rutes comercials amb la Xina, per a les quals la situació geogràfica de Phnom Penh devia tenir millors beneficis.
El 1975, els joves khmers rojos van «alliberar» la ciutat després de l'evacuació nord-americana i guvernamental, i van ordenar evacuar-la i tornar al camp. Hi va seguir implosió demogràfica catastròfica. Sota el primer ministre Pol Pot, un quart de la població de tot el país va morir. Sobretot la població urbana era víctima d'una ideologia que cultivava un mite agrari, que volia tornar el poder als camperols. El 2001, un incendi hi va deixar 20.000 sense llar.

## Govern i administració

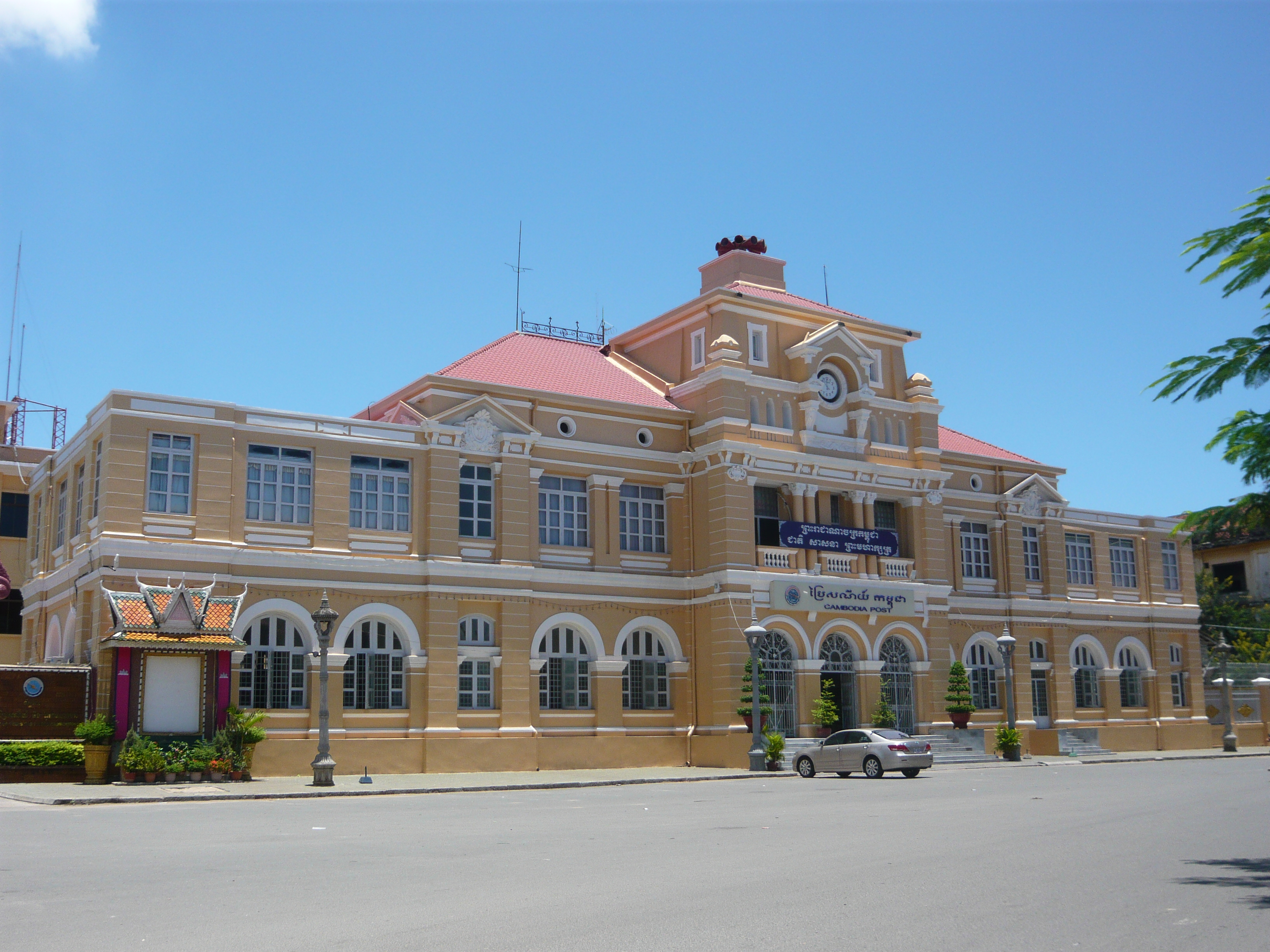
Oficina de correus

Phnom Penh és un municipi autònom d'una superfície de 678,46 quilòmetres quadrats amb un estatut de govern igual al de les províncies. Éstà subdividit en 14 divisions administratives anomenades khans (districtes). Els districtes es subdivideixen al seu torn en 105 sangkats (barris) i, a més, es subdivideixen en 953 phums (pobles).
| Divisions administratives de Phnom Penh | Divisions administratives de Phnom Penh | Divisions administratives de Phnom Penh | Divisions administratives de Phnom Penh | Divisions administratives de Phnom Penh | Divisions administratives de Phnom Penh |
| codi ISO                                | nom                                     | Khmer                                   | barris                                  | pobles                                  | habitants                               |
| --------------------------------------- | --------------------------------------- | --------------------------------------- | --------------------------------------- | --------------------------------------- | --------------------------------------- |
| 1201                                    | Chamkar Mon                             | ខណ្ឌចំការមន                                | 5                                       | 40                                      | 70.772                                  |
| 1202                                    | Doun Penh                               | ខណ្ឌដូនពេញ                                 | 11                                      | 134                                     | 155.069                                 |
| 1203                                    | Prampir Makara                          | ខណ្ឌប្រាំពីរមករា                              | 8                                       | 66                                      | 71.092                                  |
| 1204                                    | Tuol Kouk                               | ខណ្ឌទួលគោក                                 | 10                                      | 143                                     | 145.570                                 |
| 1205                                    | Dangkao                                 | ខណ្ឌដង្កោ                                  | 12                                      | 81                                      | 159.772                                 |
| 1206                                    | Mean Chey                               | ខណ្ឌមានជ័យ                                 | 7                                       | 59                                      | 248.464                                 |
| 1207                                    | Russey Keo                              | ខណ្ឌឫស្សីកែវ                                | 7                                       | 30                                      | 274.861                                 |
| 1208                                    | Sen Sok                                 | ខណ្ឌសែនសុខ                                 | 6                                       | 47                                      | 182.903                                 |
| 1209                                    | Pou Senchey                             | ខណ្ឌពោធិ៍សែនជ័យ                               | 7                                       | 75                                      | 226.971                                 |
| 1210                                    | Chroy Changvar                          | ខណ្ឌជ្រោយចង្វារ                              | 5                                       | 22                                      | 159.233                                 |
| 1211                                    | Prek Pnov                               | ខណ្ឌព្រែកព្នៅ                                | 5                                       | 59                                      | 188.190                                 |
| 1212                                    | Chbar Ampov                             | ខណ្ឌច្បារអំពៅ                                | 8                                       | 49                                      | 164.379                                 |
| 1213                                    | Boeng Keng Kang                         | ខណ្ឌបឹងកេងកង                               | 7                                       | 55                                      | 66.658                                  |
| 1214                                    | Kamboul                                 | ខណ្ឌកំបូល                                  | 7                                       | 93                                      | 75.526                                  |

El govern de la ciutat és compost d'un batlle o governador, un vicebatlle i cinc regidors. El batlle és cap de la polícia militar municipal, de la polícia municipal i de l'administració. Hi ha 27 serveis administratius i cada khan també té un president.

## Geografia, clima i recursos naturals

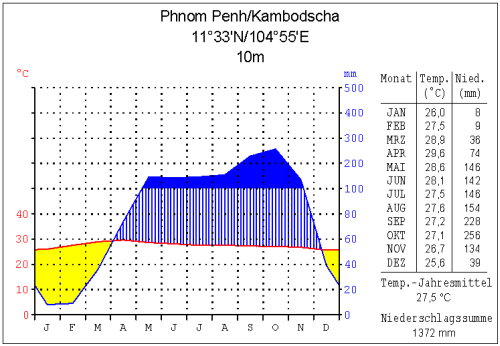
Clima de Phnom Penh

Phnom Penh està situada a l'aiguabarreig dels rius Alt Mekong, Baix Mekong, Bassac i Tonlé Sap. La regió és coneguda com a Chatomuk, que significa «les quatre cares», i ocupa part de la gran plana central del país cap al sud-est. La temperatura mitjana hi és de 26,7 °C (44 °F) i pertany al clima tropical montsònic, amb una precipitació mitjana de 1.400 mm per any.
Si bé la ciutat s'ha desenvolupat plenament com una urbs, als voltants de Phnom Penh encara hi ha zones agrícoles i zones amb boscos tropicals. Hi abunden arbres fruiters, que constitueixen una important reserva natural, així com espècies animals domèstics i salvatges. L'àrea total de la ciutat és de 357 km².

## Demografia

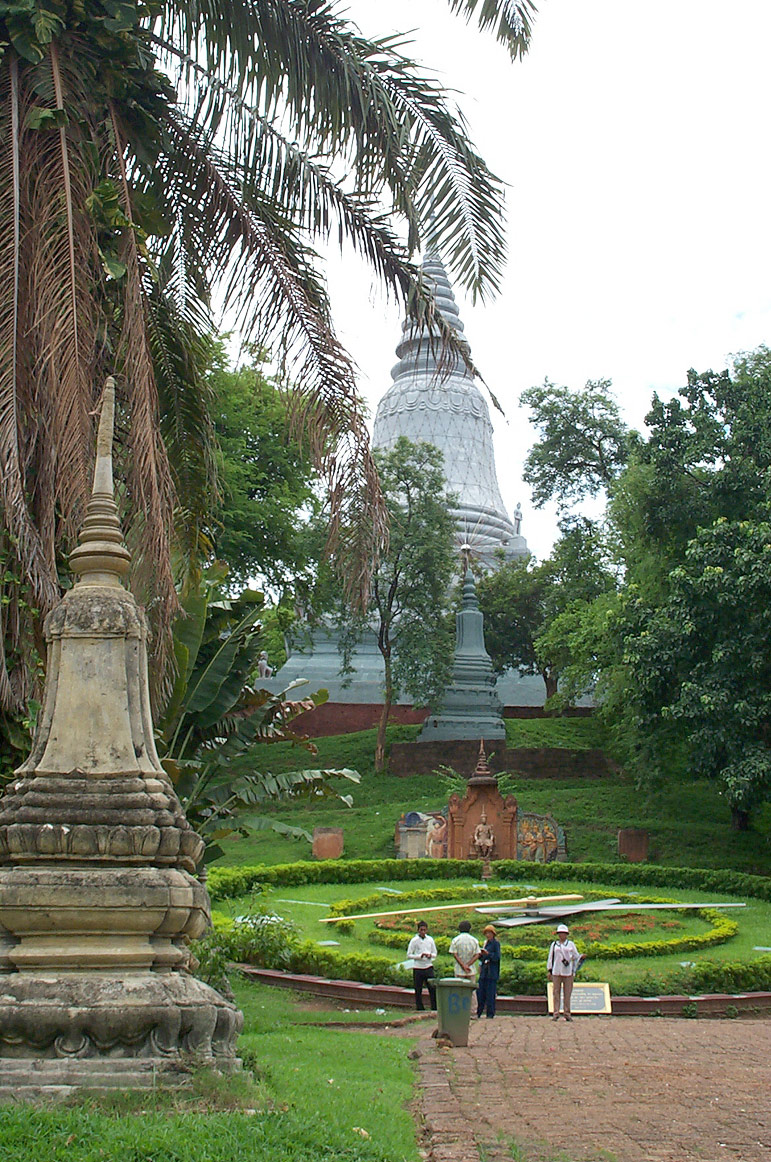
Wat Phnom o Turó del Temple, el punt on nasqué la ciutat.

El 2019 tenia 2,12 milions d'habitants (per comparació, el 2006 era de 1,44 milions). Es tracta del percentatge de població urbana més alt de tot el país (un 57% de la població urbana cambodjana, que és un 32% de la població del país). La taxa d'alfabetització és del 87% (88,1% els homes i 77,7% les dones). La taxa de desocupació és del 12,6% (8,9% els homes i 17,0% les dones). La majoria dels habitants són immigrants de les altres províncies del país (un 79,2% del total). També es compten les ètnies minoritàries, com vietnamites, xinesos i tailandesos, i amb l'afluència d'organitzacions no governamentals i ajuts internacionals després del llarg període de guerres. Molts estrangers dels cinc continents hi resideixen i treballen.

## Turisme i lleure

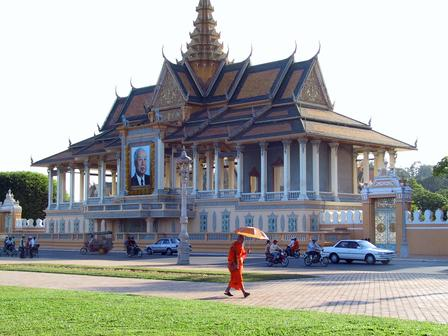
Edifici de l'àrea del Palau Reial, a Phnom Penh

Phnom Penh és una ciutat principal en turisme i lleure. Tot i els excessos de dues dècades de guerra, la ciutat manté el seu encant de l'era colonial i la tradició khmer. Les vil·les franceses que s'estenen al llarg de bulevards amb arbres recorden al visitant que hi va haver un temps en què la ciutat era considerada la «joia del sud-est d'Àsia».
La ciutat conserva importants tresors arquitectònics, religiosos, històrics i espais per a l'oci. Destaquen el Palau Reial, amb el seu ambient oriental, la Pagoda de Plata, el Palau Nacional, Wat Phnom Pen, Tuol Slang i el Museu de l'Autogenocidi dels Khmers rojos.
Phnom Penh és una ciutat que no dorm i que té una bona oferta en lleure nocturn: casinos, discoteques i restaurants.

## Economia
Phnom Penh és el principal centre econòmic de Cambodja. Un problema greu de la ciutat és la mà d'obra infantil i els nens del carrer, estimats entre 10.000 i 15.000 el 2004. La moneda comuna és el riel cambodjà (US $ 1 = R 4,005), però també es pot negociar en dòlar americà, el dom vietnamita i el bath tailandès, amb restriccions.

## Cultura

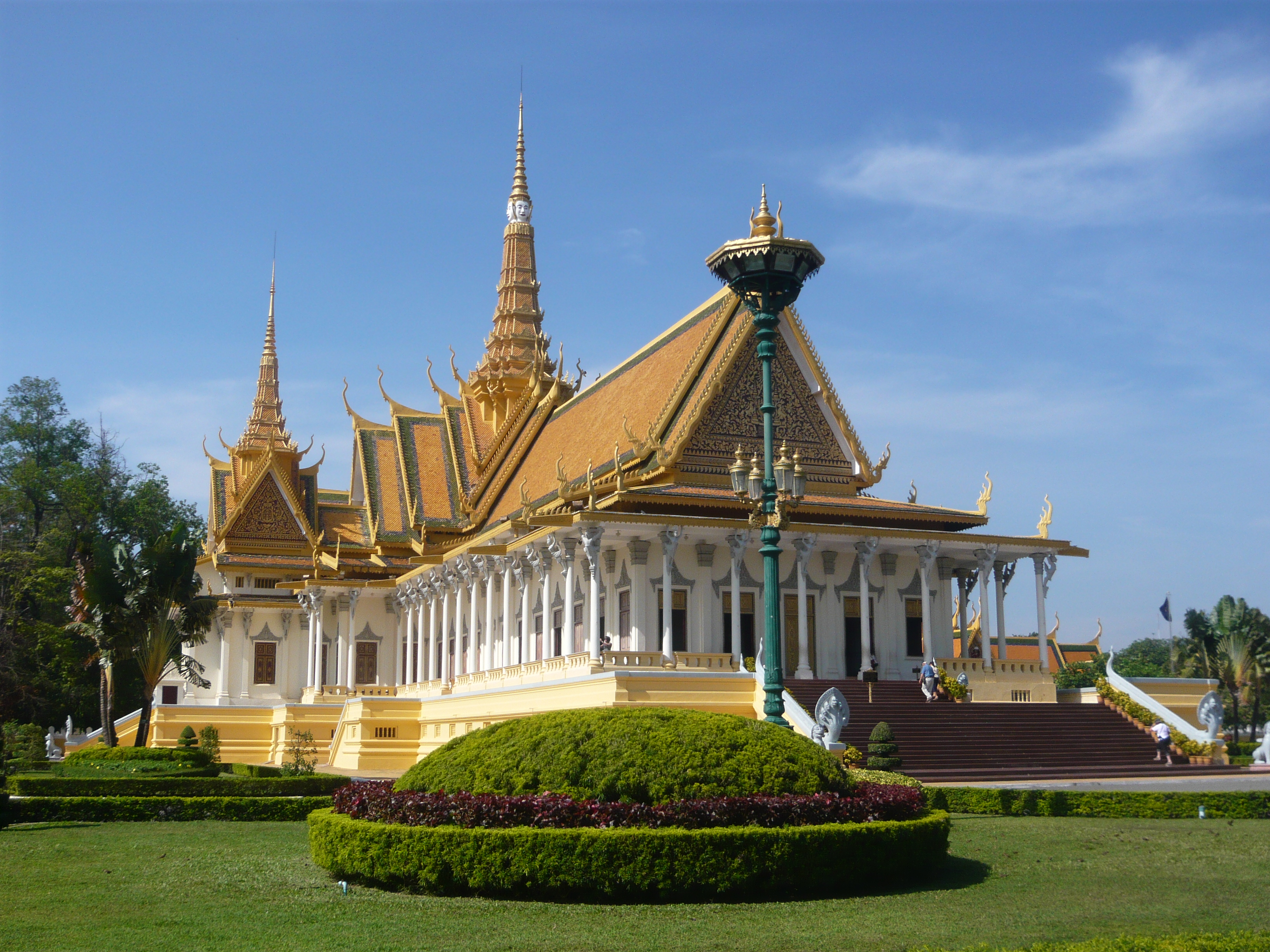
Palau Reial, Phnom Penh

Phnom Penh és l'hereva legítima de la cultura khmer, que actualment s'expressa en molts elements de la ciutat: pagodes budistes de l'escola Theravada, el respecte pel rei, l'idioma, les maneres de vestir-se i l'organització de la família. Com a capital, la ciutat és també un lloc obligat de trobada amb altres cultures, tant antigues com contemporànies: la cultura xinesa, la vietnamita, la tailandesa, la malaia i l'occidental.

## Art
A la ciutat l'art té el seu espai. S'expressa especialment en les característiques ancestrals de la cultura khmer com la música i la dansa, que es conserven gelosament des del temps de la glòria d'Angkor Wat. D'altra banda, les nombroses pagodes de la ciutat conserven excel·lents treballs artístics en pintures que narren els relats sagrats del budisme o dels llibres sagrats hinduistes, els artistes de les quals romanen anònims. L'art ancestral d'Angkor Wat té un pes significatiu sobre l'escultura, la pintura i la decoració.

## Esports
En el seu procés de recuperació, la ciutat també dedica espai a l'esport. Si bé encara no hi ha una disciplina esportiva que arribi al terreny internacional, l'esport que identifica la ciutat és el prodal, que és l'art marcial cambodjana ancestral. El principal centre esportiu de Phnom Penh és l'estadi olímpic.

## Transport públic

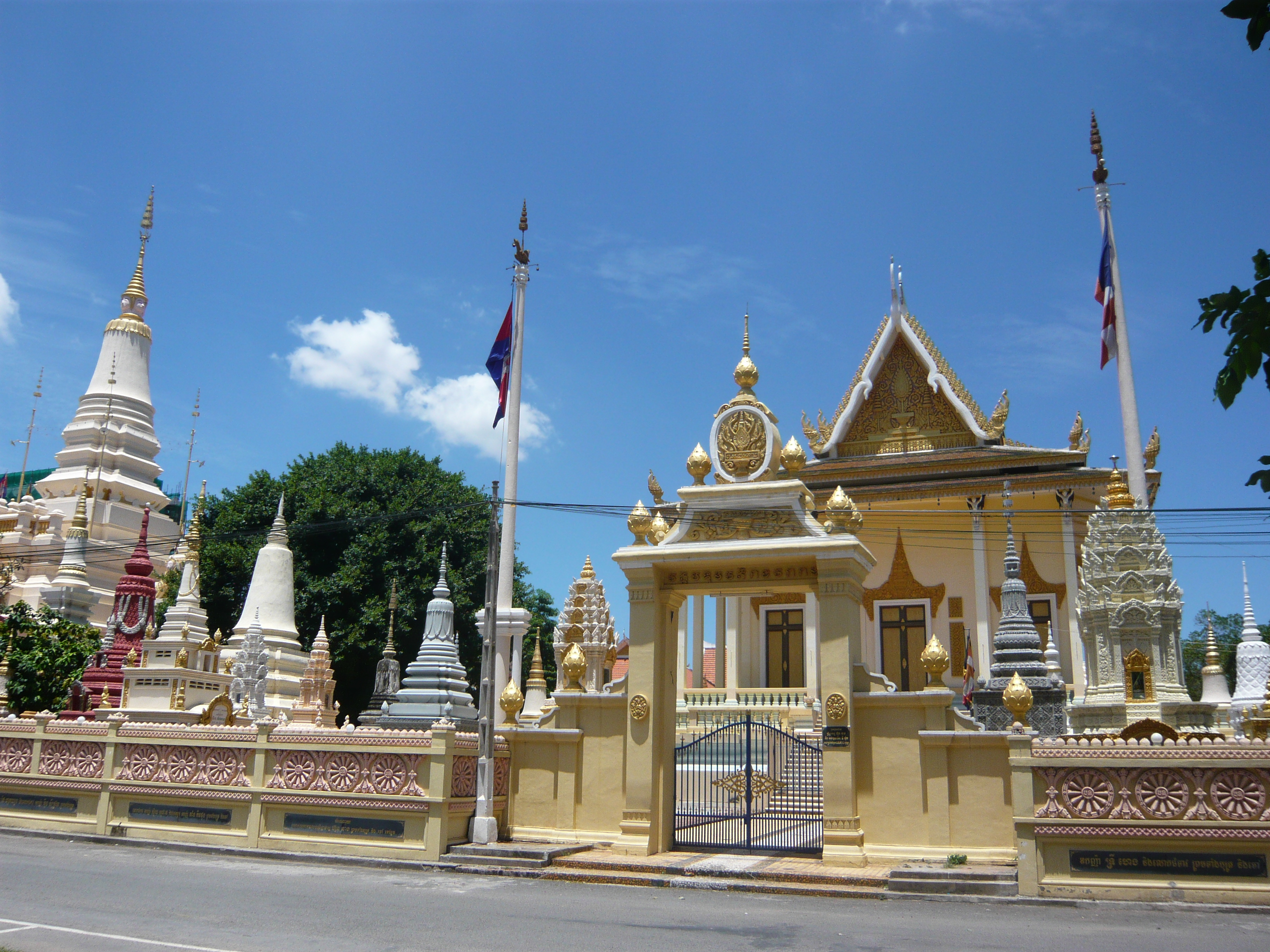
Wat Botum Vattey

Phnom Penh compta amb l'aeroport internacional de Pochengton, que el comunica essencialment amb Bangkok, Ciutat Ho Chi Minh, Manila, Singapur, Kuala Lumpur, Hong Kong i Vientiane. També hi ha vols nacionals que porten principalment a Siem Riep i a altres províncies, l'accés a les quals és difícil per carretera.
La ciutat no té un servei urbà d'autobús, però sí que hi ha un servei de taxi. S'hi sol desplaçar per mitjà de les moto-taxis (moto-dop). Com que la ciutat no té cap terminal de transport intermunicipal, les línies d'autobús que l'uneixen amb a altres províncies s'ubiquen en alguns punts neuràlgics de la ciutat, com ara el mercat central.
Des del port fluvial es pot viatjar a diferents províncies del país mitjançant vaixells que transporten mercaderies i passatgers.

## Educació
Phnom Penh és el primer centre educatiu del país, especialment pel que fa a l'educació superior. L'any 2001, el 82,7% de la població de la ciutat estava alfabetitzada: el 88,1% per als homes i el 77,7% per a les dones. Aquest fet afecta, sens dubte, l'ocupació femenina. L'educació superior ha rebut ajuda internacional, però costa que adquireixi un rang preponderant perquè al país preval un ambient de supervivència econòmica, per la qual cosa estudiar és encara vist com un privilegi de pocs. En canvi, hi ha una proliferació de centres d'estudi tècnics que preparen les noves generacions per a una inserció laboral ràpida.